# Гамідіє (Марказі)
Гамідіє (перс. حميديه) — село в Ірані, у дегестані Кугпає, у бахші Новбаран, шагрестані Саве остану Марказі. За даними перепису 2006 року, його населення становило 205 осіб, що проживали у складі 74 сімей.

## Клімат
Середня річна температура становить 24,63 °C, середня максимальна – 43,22 °C, а середня мінімальна – 3,18 °C. Середня річна кількість опадів – 265 мм.
| Клімат поселення                              | Клімат поселення | Клімат поселення | Клімат поселення | Клімат поселення | Клімат поселення | Клімат поселення | Клімат поселення | Клімат поселення | Клімат поселення | Клімат поселення | Клімат поселення | Клімат поселення | Клімат поселення |
| Показник                                      | Січ.             | Лют.             | Бер.             | Квіт.            | Трав.            | Черв.            | Лип.             | Серп.            | Вер.             | Жовт.            | Лист.            | Груд.            |                  |
| Середній максимум, °C                         | 20,79            | 22,54            | 26,39            | 32,85            | 38,85            | 43,22            | 43,00            | 42,61            | 38,52            | 33,01            | 26,36            | 20,58            |                  |
| Середня температура, °C                       | 11,99            | 13,73            | 17,57            | 24,05            | 30,04            | 34,41            | 36,30            | 35,89            | 31,80            | 26,29            | 19,66            | 13,86            |                  |
| Середній мінімум, °C                          | 3,18             | 4,92             | 8,76             | 15,23            | 21,23            | 25,59            | 29,60            | 29,18            | 25,10            | 19,59            | 12,94            | 7,16             |                  |
| Норма опадів, мм                              | 62               | 38               | 42               | 17               | 4                | 0                | 0                | 0                | 0                | 6                | 34               | 62               |                  |
| Середньомісячна швидкість вітру, м/с          | 2.26             | 2.63             | 2.88             | 3.04             | 3.18             | 3.65             | 3.59             | 3.27             | 2.70             | 2.20             | 2.13             | 2.00             |                  |
| Середньомісячна сонячна радіація, кДж/м²·день | 10675            | 13804            | 16582            | 19521            | 23167            | 25957            | 25342            | 24194            | 21530            | 16579            | 12317            | 10132            |                  |
| --------------------------------------------- | ---------------- | ---------------- | ---------------- | ---------------- | ---------------- | ---------------- | ---------------- | ---------------- | ---------------- | ---------------- | ---------------- | ---------------- | ---------------- |
| Джерело:                                      |                  |                  |                  |                  |                  |                  |                  |                  |                  |                  |                  |                  |                  |